# Calle Mac-Iver
La calle Mac-Iver es una arteria vial del centro de la ciudad de Santiago, Chile. De orientación sur a norte, une a la Alameda Libertador General Bernardo O'Higgins como continuación de la calle Santa Rosa, hasta llegar al río Mapocho, prolongándose como avenida Recoleta.

## Historia

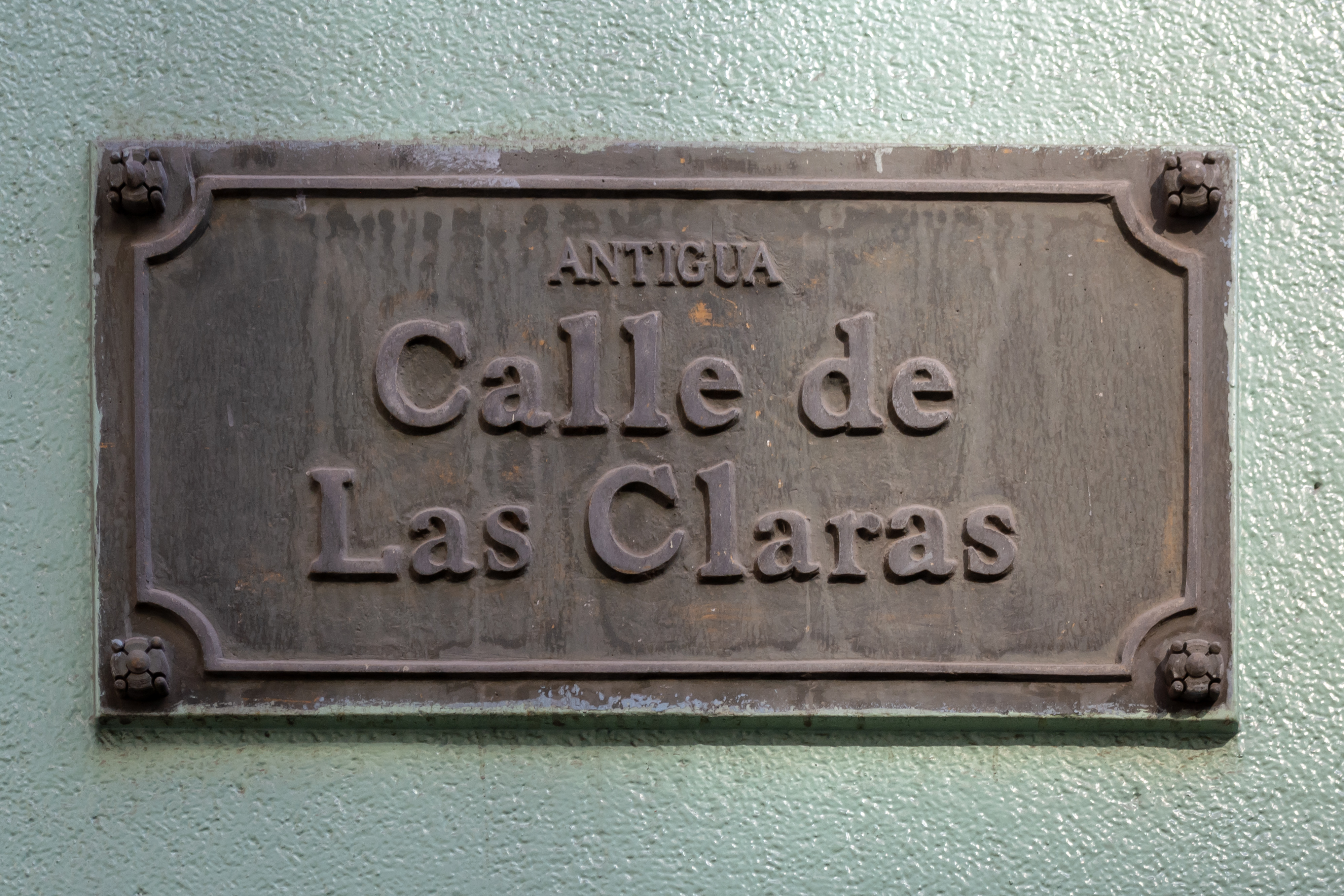
Placa con el nombre de calle de Las Claras.

Esta calle era el límite original de la ciudad hacia el oriente. Recibió primero el nombre de «calle de Salguero», por una capilla construida por un capitán así llamado, ubicada en la intersección con la calle Huérfanos.
La calle tomó la denominación de «calle de Las Claras», ya que en la esquina con la Cañada se establecieron las religiosas de la Orden de Santa Clara, quienes levantaron un convento. Estas monjas eran predilectas entre las clases altas de la ciudad por sus cerámicas perfumadas y sus dulces. El convento fue demolido en 1913 para la construcción del edificio de la Biblioteca Nacional.
El 16 de febrero de 1928 fue publicada en el Diario Oficial de la República de Chile la Ley 4300 que autorizaba el cambio de nombre de la antigua calle Claras por el de Enrique Mac-Iver, político radical fallecido en 1922.